# Dyschoriste hildebrandtii
Dyschoriste hildebrandtii är en akantusväxtart som beskrevs av Gustav Lindau och Adolf Engler. Dyschoriste hildebrandtii ingår i släktet Dyschoriste och familjen akantusväxter. Inga underarter finns listade i Catalogue of Life.